# Il minestrone
Il minestrone è un film italiano del 1981, diretto da Sergio Citti e interpretato, tra gli altri, da Roberto Benigni, Ninetto Davoli, Franco Citti e Giorgio Gaber. Presentato in gara alla 31ª edizione del Festival internazionale del cinema di Berlino.

## Trama
Francesco e Giovannino, due vagabondi della periferia romana, costretti a rovistare tra i rifiuti alla perenne ricerca di cibo, si incontrano e stringono amicizia; per un equivoco vengono arrestati e rinchiusi nella cella di sicurezza del commissariato in cui è detenuto il Maestro, un accattone specializzato nelle fughe da ristoranti, trattorie e tavole calde della capitale dopo essersi rimpinzato senza pagare.
Rilasciati, i tre si uniscono e a tarda sera si recano in un ristorante dove, al termine di una memorabile abbuffata (bucatini, tournedos al sugo, coda alla vaccinara, asparagi, mozzarella con pomodori, abbacchio con patate), riescono con un astuto colpo di genio a gabbare il proprietario Attilio: scappando però cascano in una pozzanghera fredda e maleodorante che fa loro rigettare tutto. Rifugiatisi in un vagone bestiame per asciugarsi, si addormentano e al risveglio si ritrovano in un'imprecisata località della Toscana, per poi iniziare a vagare nelle campagne di Poggibonsi.
Qui cercano di scroccare cibo prima all'anziana Beatrice, la quale però non sapendo neanche come sfamare i sette bambini che vivono con lei, si trova costretta a sacrificare la sua vecchia tartaruga; successivamente si imbattono in una trattoria i cui due proprietari sono degli esagitati cacciatori, abituati a servire i clienti solo dopo aver soddisfatto i propri comodi (pasto compreso) e che oltretutto tengono incatenato come un cane un loro cameriere, costringendolo a fare il lanciatore di piattelli. Quest'ultimo viene liberato dai tre amici, i quali poi decidono di allontanarsi dalla trattoria senza mangiare, intuendo il pericolo di essere fucilati; dopo aver ancora girovagato, rischiano il linciaggio di un gruppo di braccianti, dopo essere stati sorpresi a mangiare della minestra alla loro mensa e per punizione legati intorno ad un palo.
Lasciati da soli, vengono liberati proprio dal cameriere che avevano salvato, il quale si unisce a loro; quest'ultimo, anch'egli affamato, li conduce in una vecchia osteria, ma al loro arrivo hanno la brutta sorpresa di vederla trasformata in un'agenzia di pompe funebri, improvvisandosi addirittura becchini. Il giorno dopo, si accorgono di un tale che sta per suicidarsi, e lo salvano appena in tempo. Dopo una iniziale scaramuccia, l'aspirante suicida si unisce a loro coi familiari: trattasi di un industriale fallito, passato dalla ricchezza alla miseria; egli conduce il gruppo nella villa di suo padre, un avido marchese che inizialmente lo umilia di fronte a tutti rifiutandogli aiuto ma poi lo riaccoglie in casa dopo averlo costretto ad abbandonare moglie e figli al proprio destino.
La ricerca di cibo continua e al gruppo si uniscono altri strani personaggi, come strani sono quelli che incontrano sul loro cammino. Dopo un sontuoso e surreale "pranzo immaginario", il gruppo trova uno strano cassone su una spiaggia, contenente della gelatina, che mangiano avidamente: ma è solo un prodotto per custodire un missile, che difatti a un certo punto parte rombando dallo scatolone. Avvelenatisi per l'ingestione del prodotto sintetico, i membri del gruppo vengono ricoverati in una clinica, dove fanno la conoscenza di un santone che li convince a seguirlo. Ma anche lui non è sano di mente e infatti li conduce del tutto casualmente su un valico alpino, dove un'orchestra tirolese esegue il leitmotiv del film (realizzato da Nicola Piovani), mentre scorrono i titoli di coda.

## Trasmissione televisiva
L'opera, vista la sua lunga durata (circa 170'), è stata trasmessa in televisione suddivisa sempre in tre puntate. Andò in onda in prima visione su Rai 1 durante la settimana tra il 15 e il 19 gennaio 1985, quasi quattro anni dopo l'uscita del film.

## Cameo
Gian Piero Galeazzi, celebre "bisteccone" del giornalismo sportivo italiano, interpreta se stesso nel ruolo di telecronista di una spaghettata durante un sogno fatto da Giovanni.